# Eric Johannesen
Eric Johannesen (Oberhausen, 16 de julio de 1988) es un deportista alemán que compitió en remo. Su hermano Torben compite en el mismo deporte.
Participó en dos Juegos Olímpicos de Verano, obteniendo dos medallas, oro en Londres 2012 y plata en Río de Janeiro 2016, en la prueba de ocho con timonel.
Ganó cuatro medallas en el Campeonato Mundial de Remo entre los años 2011 y 2015, y cuatro medallas de oro en el Campeonato Europeo de Remo entre los años 2013 y 2016.

## Palmarés internacional
| Juegos Olímpicos   | Juegos Olímpicos         | Juegos Olímpicos | Juegos Olímpicos |
| Año                | Lugar                    | Medalla          | Prueba           |
| ------------------ | ------------------------ | ---------------- | ---------------- |
| 2012               | Londres (Reino Unido)    | Medalla de oro   | Ocho con timonel |
| 2016               | Río de Janeiro (Brasil)  | Medalla de plata | Ocho con timonel |
| Campeonato Mundial |                          |                  |                  |
| Año                | Lugar                    | Medalla          | Prueba           |
| 2011               | Bled (Eslovenia)         | Medalla de oro   | Ocho con timonel |
| 2013               | Chungju (Corea del Sur)  | Medalla de plata | Ocho con timonel |
| 2014               | Ámsterdam (Países Bajos) | Medalla de plata | Ocho con timonel |
| 2015               | Aiguebelette (Francia)   | Medalla de plata | Ocho con timonel |
| Campeonato Europeo |                          |                  |                  |
| Año                | Lugar                    | Medalla          | Prueba           |
| 2013               | Sevilla (España)         | Medalla de oro   | Ocho con timonel |
| 2014               | Belgrado (Serbia)        | Medalla de oro   | Ocho con timonel |
| 2015               | Poznań (Polonia)         | Medalla de oro   | Ocho con timonel |
| 2016               | Brandeburgo (Alemania)   | Medalla de oro   | Ocho con timonel |